# UTM 좌표계

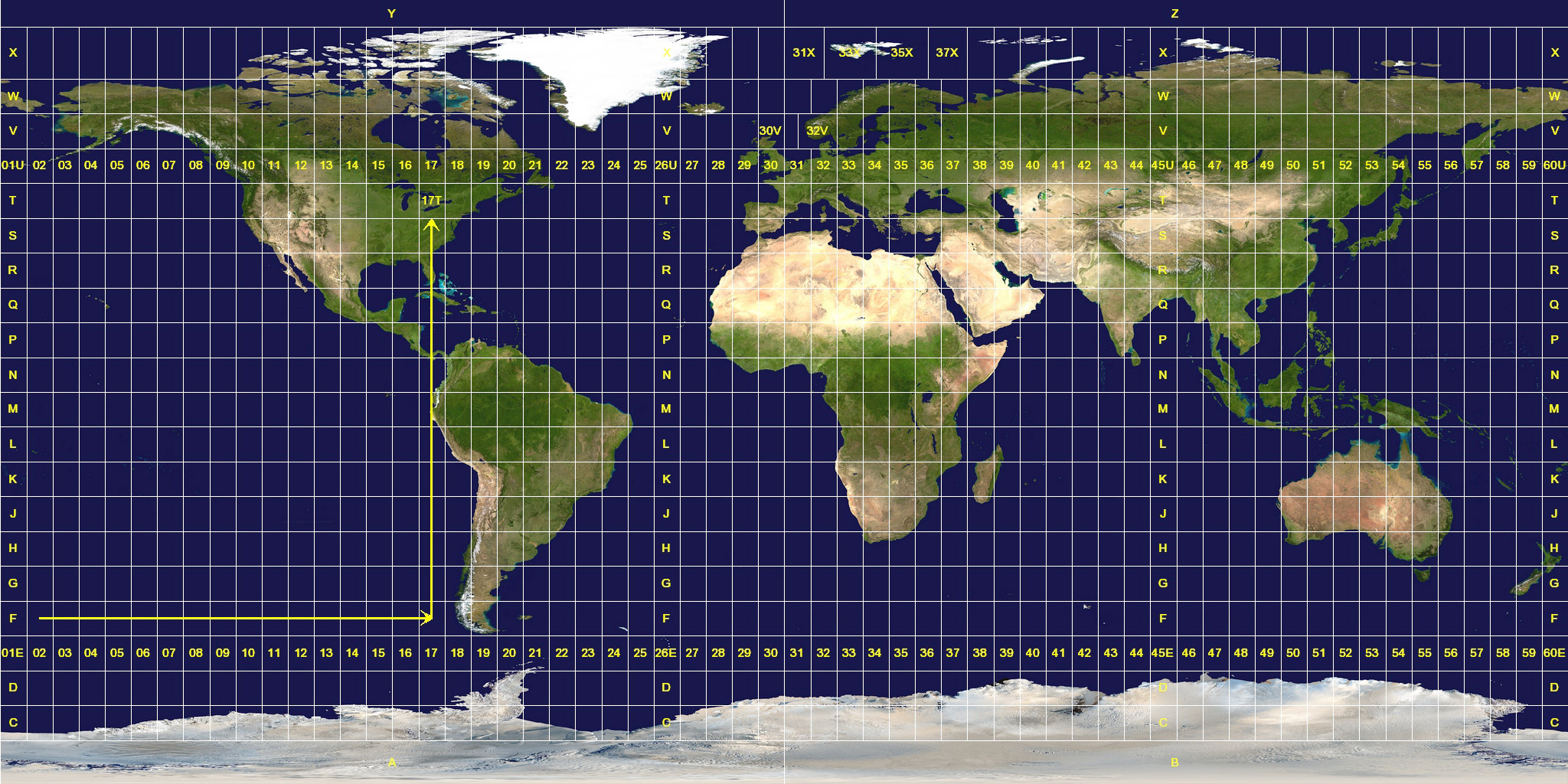
UTM 격자망

UTM 좌표계(Universal Transverse Mercator Coordinate System)는 전 지구상 점들의 위치를 통일된 체계로 나타내기 위한 격자 좌표 체계의 하나로 1947년에 개발되었다. UTM 좌표계에서는 지구를 경도 6° 간격의 세로 띠로 나누어 횡축 메르카토르 도법으로 그린 뒤, 위도 8° 간격으로 총 60×20 개의 격자로 나누어 각 세로 구역마다 설정된 원점에 대한 종·횡 좌표로 위치를 나타낸다. 지리 좌표계가 극지방으로 갈수록 직사각형이 크게 감소하는 반면 UTM 좌표계는 직사각형 모양을 유지하므로 거리, 면적, 방향 등을 나타내는 데 매우 편리하다는 장점이 있다.

## 역사
UTM 좌표계는 미국 육군이 1947년에 개발하였다. UTM 좌표계는 곡률 반경이 불규칙하고 기복이 존재하는 지구의 형상을 기준 타원체로 모델화하여 나타내는데, 개발 당시 미주 지역에는 클라크 1866 타원체가, 그 이외 지역에는 국제 타원체가 사용되었다. 현재 UTM 좌표계에서는 WGS84 타원체를 사용한다.
UTM 좌표계가 개발되기 전에도, 세계 대전 당시 여러 유럽 나라에서는 격자형 등각 좌표계의 효용을 인식하고 있었다. 격자 좌표계를 사용하면 경위도 좌표계에서보다 상대적으로 쉽게 (피타고라스의 정리를 이용하여) 거리를 구할 수 있게 되는 등의 장점이 있다. 격자 좌표계의 효용에 대한 이러한 인식은 종전 이후 UTM과 UPS 좌표계의 개발로 이어졌다.
UTM 좌표계에서 사용하는 UTM 투영법은 벨기에 출신의 지리학자이자 지도 제작자인 게라르두스 메르카토르가 1569년에 개발한 메르카토르 도법을 횡축으로 그린 것이다.

## 정의

### UTM 세로 격자
UTM 좌표계는 지구를 80°S(남위)부터 84°N(북위)까지를 180°W(서경)부터 시작하여 경도 6° 간격으로 총 60개의 세로 격자(띠)로 나눈다. 각 세로 띠에는 180°W-174°W부터 시작하여 174°E-180°E까지 동쪽으로 1부터 60까지의 번호가 매겨진다.
각 세로 띠의 중앙 자오선(즉, 180°W-174°W 구역의 중앙 자오선은 177°W임)과 적도와의 교점을 원점으로 한다.
60개의 세로 구역에 대해 남북 방향으로 왜곡이 상대적으로 적은 횡축 메르카토르 도법으로 지도에 옮긴다. 각 구역의 중앙 자오선에서의 축척 계수는 0.9996이며 구역의 경계에서는 약 1.0010 정도이다. 원점에서 동서로 180km 위치에서 축척 계수가 1이 되어, 그 이내에서는 축척 계수가 1보다 작고, 180km를 벗어나는 지역에서는 축척 계수가 1보다 크게 된다.

### UTM 가로 격자
UTM 좌표계는 각각의 세로 띠를 다시 20개의 가로 격자로 나눈다. 각 가로 격자는 위도 8° 간격이며 단, 가장 북쪽의 격자(72°N-84°N)는 12°로 되어 있다. 최남단인 80°S-72°S부터 최북단인 72°N-84°N까지 'C'부터 'X'까지의 알파벳 기호를 매겨 구분하는데, 혼동을 막기 위해 'I'와 'O'는 제외한다 (I는 숫자 1과 그리고 O는 숫자 0와 혼동될 수 있기 때문이다). 따라서 북반구에서 적도와 접한 구역(0°N-8°N)의 기호는 'N'이 된다.

### 표기
각각의 직사각형 격자는 숫자와 알파벳으로 된 기호를 함께 써서 나타낸다. 예를 들어, 대한민국은 UTM 좌표계에서 51S, 51T, 52S, 52T 구역에 속해 있다.

### 예외
UTM의 격자망에는 다음과 같은 예외가 있다.
- 노르웨이의 남서안에서 32V 구역은 서쪽으로 확장되며, 31V 구역은 바다 부분만을 포함하도록 축소되어 있다.
- 스발바르 제도 부근에서 32X, 34X, 36X 구역은 사용되지 않으며 31X, 33X, 35X, 37X 구역이 각각 동서로 확장되어 7개의 구역이 아닌 4개의 구역만이 사용된다.

## 좌표의 표기
지구상의 지점은 UTM 세로 격자와 종·횡 좌표로써 표현된다. 종좌표는 대상점의 적도로부터의 투영 거리, 횡좌표는 대상점이 속한 구역의 중앙 자오선으로부터 대상점까지의 투영 거리이다. 대상점의 종좌표와 횡좌표는 미터로 표시하며, 좌표가 음수로 표시되는 것을 방지하기 위해 횡좌표에는 500,000m를 더하여 표시하며, 남반구의 종좌표에는 10,000,000m를 더하여 표시한다. 적도에서의 UTM 구역의 서쪽 경계는 167,000 m, 동쪽 경계는 833,000 m이나 남북으로 갈수록 경계는 달라진다.
일반적으로 가로 격자 기호는 대상점의 좌표를 나타내는 데에 필요하지 않으나, UTM 격자를 세분한 좌표계를 사용하는 경우에는 중요하다.

## 같이 보기
- UPS 좌표계
- 경위도 좌표계
- 횡축 메르카토르 도법

## 참고 문헌
- Snyder, John P. (1987). Map Projections - A Working Manual. U.S. Geological Survey Professional Paper 1395. United States Government Printing Office, Washington, D.C.
- 이재기; 최석근; 박경식; 정성혁 (2013). 《측량학1》 2판. 형설출판사.
- 최용기; 박기용 (2015). 《토목기사 과년도 시리즈 - 측량학》. 성안당. ISBN 9788931568080.